# NGC 4653
NGC 4653 (другие обозначения — UGC 7900, MCG 0-33-6, ZWG 15.9, IRAS12412-0017, PGC 42847) — спиральная галактика (возможно с перемычкой) в созвездии Девы. Открыта Уильямом Гершелем в 1787 году. Является частью скопления Девы.
Этот объект входит в число перечисленных в оригинальной редакции «Нового общего каталога».
Составляет физическую пару со спиральной галактикой NGC 4642, которая находится на расстоянии 9,8′ к запад-юго-западу (спроецированное линейное расстояние — около 50 кпк). Галактики окружены общим облаком нейтрального водорода, поверхностная плотность которого между ними не менее 1019 атомов/см2; наблюдаются приливные эффекты. Галактики предположительно находятся на ранней стадии взаимодействия и будущего слияния.
На фотографиях видна спиральная галактика, расположенная диском к наблюдателю, с двумя основными внутренними спиральными рукавами и слабым, фрагментарным внешним спиральным узором. При визуальном наблюдении в любительский телескоп NGC 4653 выглядит немного ярче своего компаньона NGC 4642, но она довольно размыта; это округлое пятнышко света, которое очень постепенно становится ярче к центру. Радиальная скорость: 2544 км/с. Расстояние: 114 миллионов световых лет. Диаметр: 99 000 световых лет.
В галактике зарегистрированы две вспышки сверхновых:
- обнаруженная в 1999 году сверхновая типа II получила обозначение SN 1999gk[пол.], её пиковая видимая звёздная величина составила 15,7m[7];
- обнаруженная в 2009 году сверхновая типа Ia получила обозначение SN 2009ik[пол.], её пиковая видимая звездная величина составила 15,3m[7].

В некоторых каталогах морфология галактики описана как спиральная галактика с перемычкой, однако в большинстве источников она классифицируется как спиральная галактика без перемычки (морфологический тип Sc или Sbc). В «The Carnegie Atlas of Galaxies» для этой галактики указано: «Внешние спиральные рукава ответвляются от двух главных рукавов, которые начинаются на противоположных сторонах центрального диска, подобно тому как начинаются рукава (s)-типа в галактиках типа SBb, таких как NGC 1300… Однако отсутствуют какие-либо дополнительные признаки перемычки или существенной овальной центральной области». 